# 朱家场镇
朱家场镇，是中华人民共和国贵州省铜仁市玉屏侗族自治县下辖的一个乡镇级行政单位。

## 行政区划
朱家场镇下辖以下地区：
街上村、前光村、龙眼村、甘龙村、木弄村、堰上村、桐木村、水田村、茅坡村、詹家坳村、鱼塘村、谢桥村、混寨村、洪家湾村、柴冲村、兴隆村、长华村和大兴村。